# Craspedosis plera
Craspedosis plera är en fjärilsart som beskrevs av Louis Beethoven Prout 1935. Craspedosis plera ingår i släktet Craspedosis och familjen mätare. Inga underarter finns listade i Catalogue of Life.